# Канал Дунай — Тиса — Дунай
Кана́л Дуна́й — Ти́са — Дуна́й (ДТД) — система мелиоративных объектов в Сербии, одна из крупнейших в мире. Строилась вплоть до 1977 года. Сеть её судоходных и магистральных оросительных каналов имеет протяжённость 930 километров. Система простирается на 12700 квадратных километров, между реками Дунай и Тиса, в регионах Бачка и Банат, на территории Воеводины. Она состоит из нескольких каналов, в том числе: Большой Бачский канал и Малый Бачский канал. Средний расход воды — 4000 м³/с.

## Строительство и технические особенности
Предшественником ДТД считается Большой Бачский канал, который был построен между 1793 и 1801 годами. Канал длиной 114 км был в свое время крупнейшей гидротехнической системой в Дунайском регионе.
Первоначальным проектировщиком являлся инженер Никола Мирков, представивший идею строительства ДТД в 1947 году. Работа над планом строительства длилась целое десятилетие, а сама гидротехническая система строилась с 1957 по 1977 год.
При строительстве системы было добыто 127 миллионов кубометров грунта, что в полтора раза больше, чем при сооружении Суэцкого канала. Ширина каналов от 18 до 150 метров, глубина — до 5 метров. Гидросистема включает 30 плотин для регуляции притока воды, 5 крупных насосных станций, 17 судоходных шлюзов, 90 мостов, а также около сотни вспомогательных сооружений и объектов. Наряду с судоходными и магистральными оросительными проложены отводные каналы общей протяжённостью 14 тысяч километров. Технической вершиной проекта является плотина на Тисе высотой 25 метров, через которую проходят 4 тысячи кубометров воды в секунду. Судоходный шлюз длиной 120 и высотой 17 метров позволяет проводить суда водоизмещением до 1200 тонн. Плотина является частью большой автомобильной магистрали, которая связала Банат и Бачку, так как служит мостом длиной 360 метров.

## Назначение канала
Гидросистема Дунай — Тиса — Дунай решила проблему переувлажнения почв и орошения крупнейших полей Сербии. Более двух третей территории, охваченной гидросистемой (1,8 млн га) нуждалось в защите от избытка влаги. В то же время система обеспечила орошение 400 тысяч гектаров сельскохозяйственных угодий. Осуществление этого масштабного проекта создало условия не только для всестороннего использования природных богатств края в сельском хозяйстве, но и стимулировало рыбоводство и даже развитие туризма. Система каналов связала водными путями около сотни больших и малых населённых пунктов и крупных промышленных центров, решила проблему их обеспечения водой. На бывших земляных отвалах высажены тополиные рощи.